# 血尾富永沼銀漢魚
血尾富永沼銀漢魚，為輻鰭魚綱銀漢魚目沼銀漢魚科的其中一種，被IUCN列為易危保育類動物，分布於印尼托武蒂湖湖流域，體長可達5.4公分，為熱帶淡水魚，棲息在表層水域，生活習性不明。